# شهرستان المناذره
شهرستان المناذره (به عربی: قضاء المناذرة) یک شهرستان‌های عراق در عراق است که در استان نجف واقع شده‌است.